# Eric Kaden
Eric Kaden (* 1976) ist ein deutscher Sachbuchautor und ehemaliger Verleger mit rechtsextremen Hintergrund. 

## Leben
Kaden war in der später verbotenen Wiking-Jugend und in der ebenfalls verbotenen Heimattreuen Deutschen Jugend (HDJ) aktiv. Gemeinsam mit dem HDJ-Vorsitzenden Sebastian Räbiger betrieb er ein Versand-Antiquariat. Er war der Betreiber einer Verlagsbuchhandlung unter der Bezeichnung „Buchdienst Kaden“. Darüber hinaus war Kaden mit dem Winkelried-Verlag verlegerisch tätig. Mittlerweile wird Dankwart Strauch als Inhaber benannt. Im Winkelried-Verlag erschienen Bücher zahlreicher rechtsextremer Autoren – jedoch zumeist Lizenzausgaben –, darunter Karl-Heinz Hoffmann, David Irving, Ingo Petersson, Herbert Schweiger, Hans-Ulrich Rudel, Léon Degrelle, Otto Kumm, Otto Weidinger und Otto Skorzeny, sowie Neuauflagen militärgeschichtlicher Titel aus dem „Dritten Reich“.
Kaden war Mitglied der NPD und zeitweilig Mitarbeiter der NPD-Landtagsfraktion im Landtag Mecklenburg-Vorpommern. Kadens 2008 veröffentlichter Biographie über Kurt Eggers sprach der Verfassungsschutz Mecklenburg-Vorpommern „jede kritische Distanz zum Dritten Reich“ ab, vielmehr würden „Rassenkampf und nationalrevolutionäres Gedankengut […] als vorbildhaft beschrieben.“ 2009 wurde das Buch durch die Bundesprüfstelle für jugendgefährdende Medien indiziert.
Außerhalb seiner verlegerischen Tätigkeit engagierte sich Kaden in diversen rechtsextremen Organisationen, unter anderem der Deutschen Kulturgemeinschaft und dem Freundeskreis Ulrich von Hutten. Mittlerweile soll sich Kaden aus dieser Szene gelöst haben. Kaden wurde 2017 bei Peter Brandt mit Richard Walther Darré. Eine biographische Studie des Reichsministers für Ernährung und Landwirtschaft 1933–1942 promoviert. Als Zweitgutachterin fungierte Stefanie Schüler-Springorum. Im Jahr 2018 erschien die Dissertation unter dem Titel Richard Walther Darré: Kommandeur der deutschen Bauernschaft. Eine politische Biographie.
Spätestens seit Januar 2022 arbeitet Kaden als Referent für „Bildung, Kultur und Wissenschaft“ bei der AfD-Fraktion in Sachsen-Anhalt.

## Publikationen
- Kurt Eggers. Vom Freikorps zur Waffen-SS. Winkelried-Verlag, Dresden 2008, ISBN 978-3-938392-00-3 (in Deutschland durch die BPjM indiziert).
- Das Wort als Waffe. Der Propagandakrieg der Waffen-SS und die SS-Standarte „Kurt Eggers“.  Winkelried-Verlag, Dresden 2009, ISBN 978-3-938392-19-5.
- Der Kornett der Blutfahne – Die Erinnerungen von Jakob Grimminger. Winkelried-Verlag, Dresden 2012, ISBN 978-3-944060-07-1 (mit Arthur Meyer als Herausgeber).
- Richard Walther Darré: Kommandeur der deutschen Bauernschaft. Eine politische Biographie. Deutsche Verlagsgesellschaft (DVG),[9] Naunhof  2018, ISBN 978-3-920722-90-0.
- (mit Arthur Meyer) Flugkapitän Hans Baur. Der Chefpilot Adolf Hitlers : ein Leben in Geschichten und Bildern. Winkelried, Naunhof 2022, ISBN 978-3-944951-59-1.